# 劉介齡
劉介齡（1523年—？年），字少脩，廣東廣州府南海縣人，民籍，治《詩經》，明朝政治人物。

## 生平
廣東鄉試第六十八名舉人。嘉靖三十八年（1559年）中式己未科會試第二百六十六名，三甲第一百五十七名進士。三十九年任浙江长兴县知县，升大理寺评事。

## 家族
曾祖劉鉞；祖父劉裔；父劉琛。前母羅氏；母潘氏。